# Propithecus diadema
Propithecus diadema là một loài động vật có vú trong họ Indridae, bộ Linh trưởng. Loài này được Bennett mô tả năm 1832.

## Hình ảnh

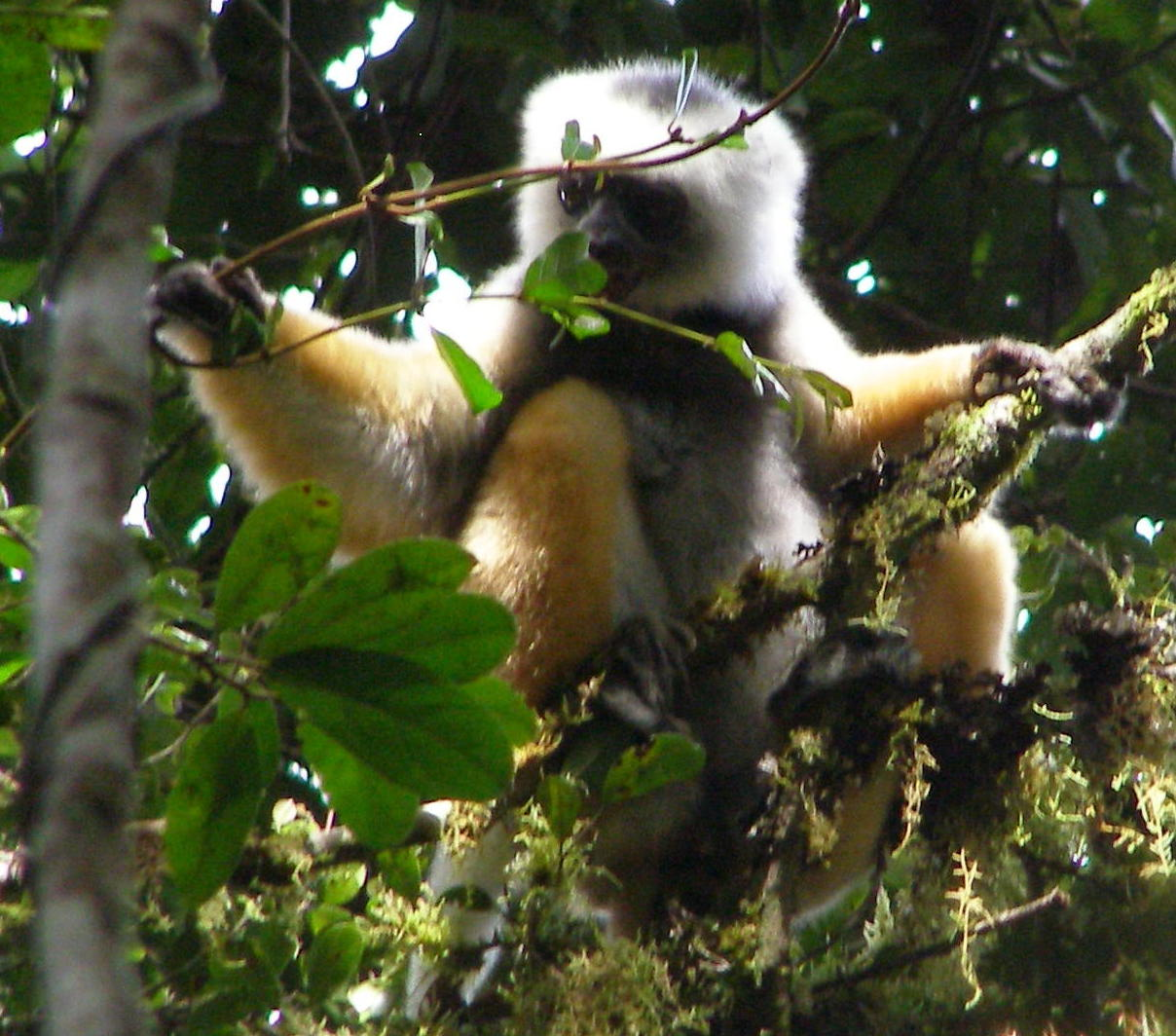
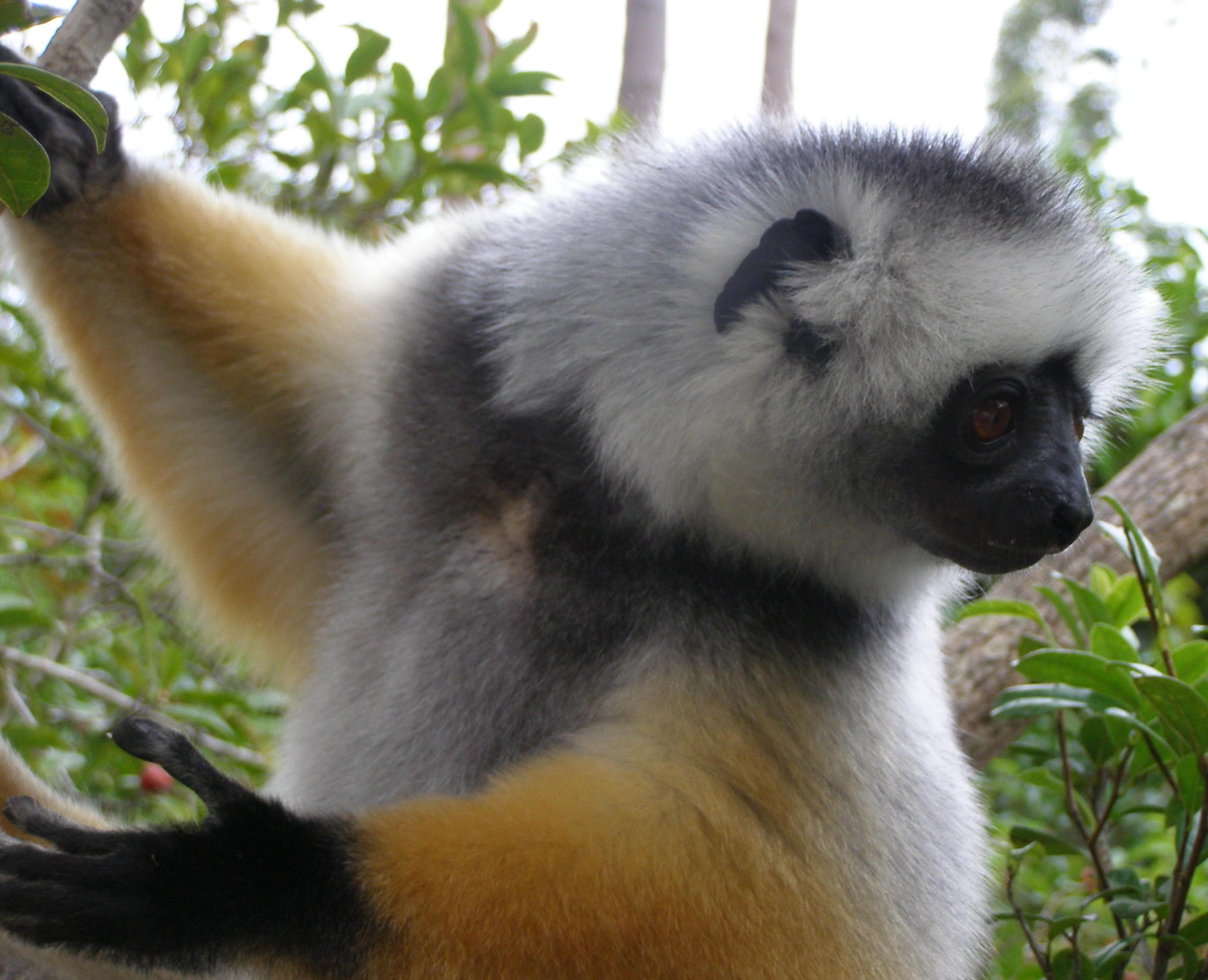
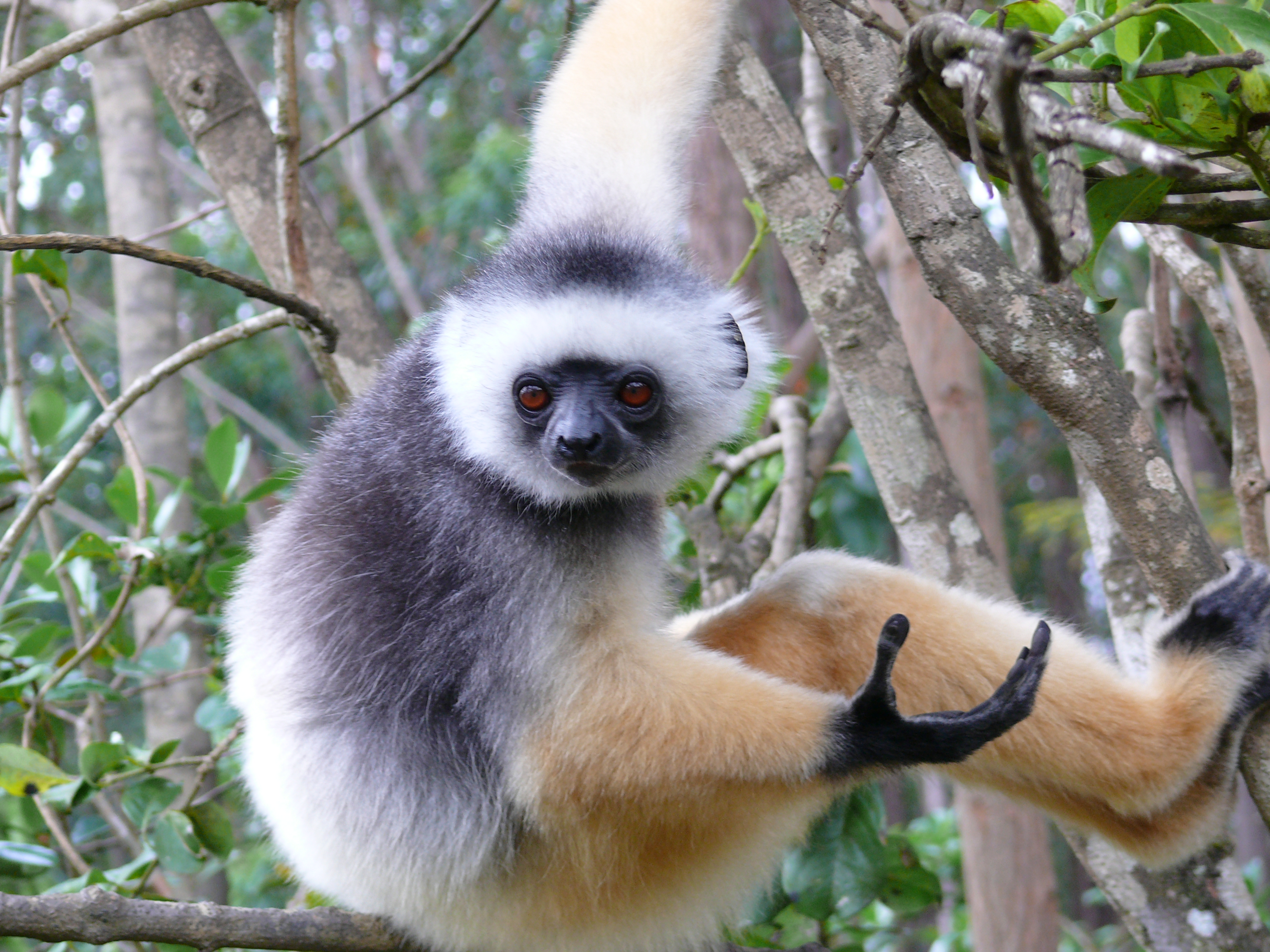
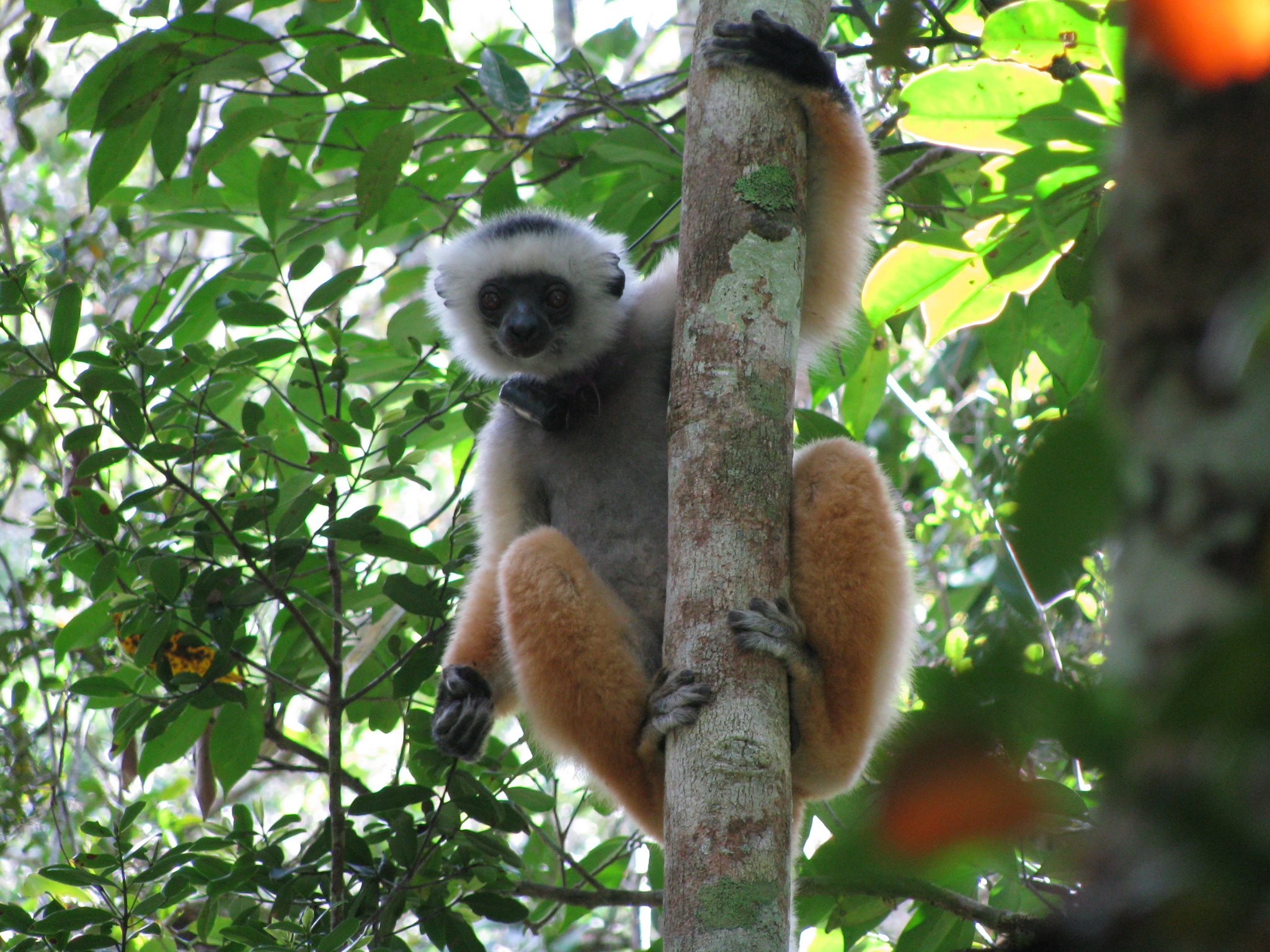